# Янош II Жигмонд Заполья
Янош II Жигмонд Заполья (угор. Zápolya/Szapolyai János Zsigmond, хорв. Ivan Žigmund Zapolja; 18 липня 1540 — Буда, Королівство Угорщина — 14 березня 1571, Дюлафегервар, Трансільванія, Королівство Угорщина) — король Угорщини (1540—1570) і князь Трансільванії (1570 −1571).
Янош Жигмонд народився в Буді, Угорщина. Він відрікся від престолу, як король у 1551 році, але його переобрано Сеймом Себеша у 1556 році. На практиці він правив з 1559 року після регентства його матері Ізабелли Ягеллонки.

## Біографія

### Походження та родина
Янош II Жигмонд був сином Яноша I Заполья і Ізабелли Ягеллонки, дочки короля Сигізмунда I Старого короля Польщі. Він народився всього за дев'ять днів до смерті батька.

### Правління

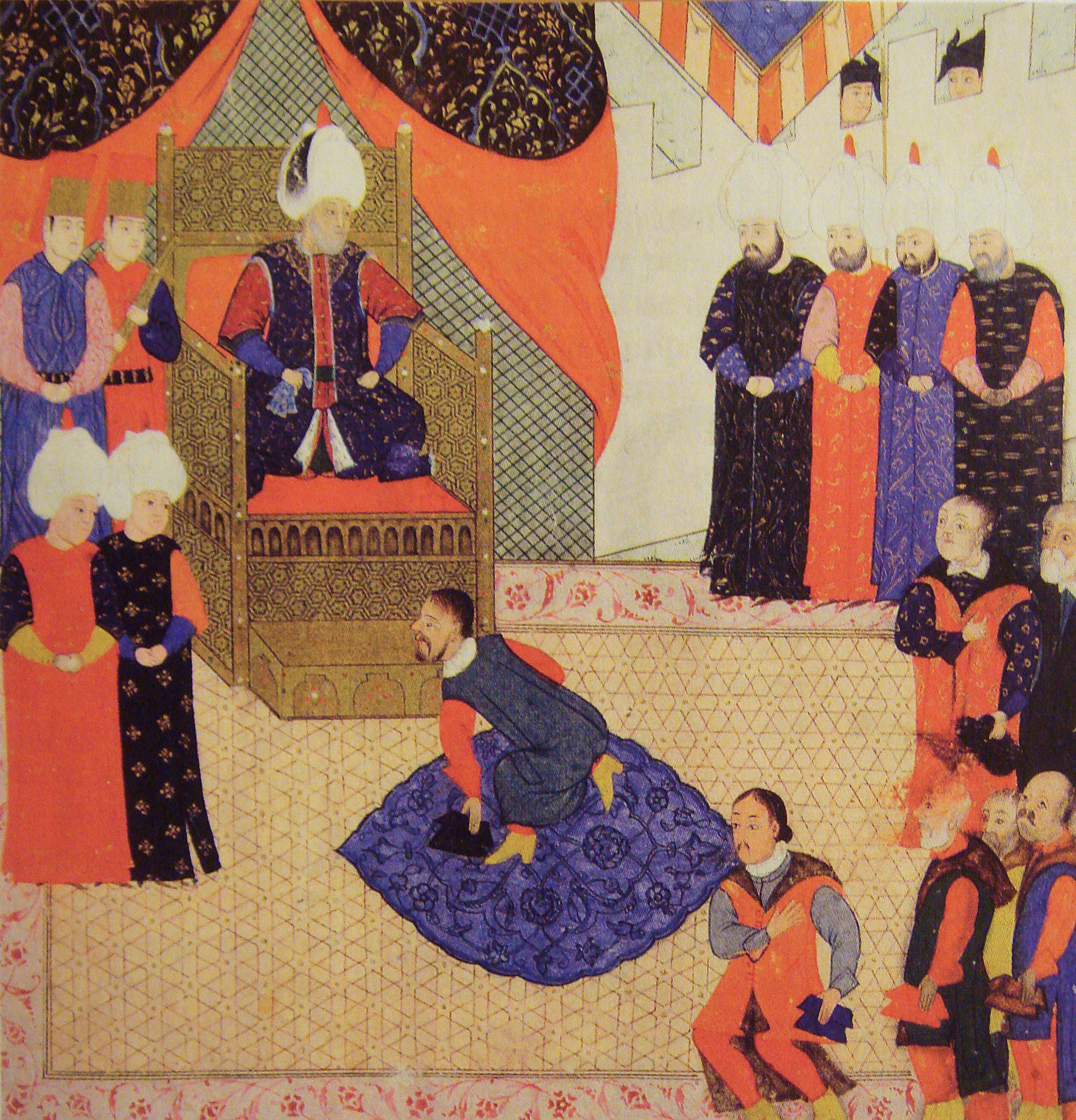
Янош II Заполья вклоняється перед Сулейманом Пишним в 1556 році, турецька мініатюра

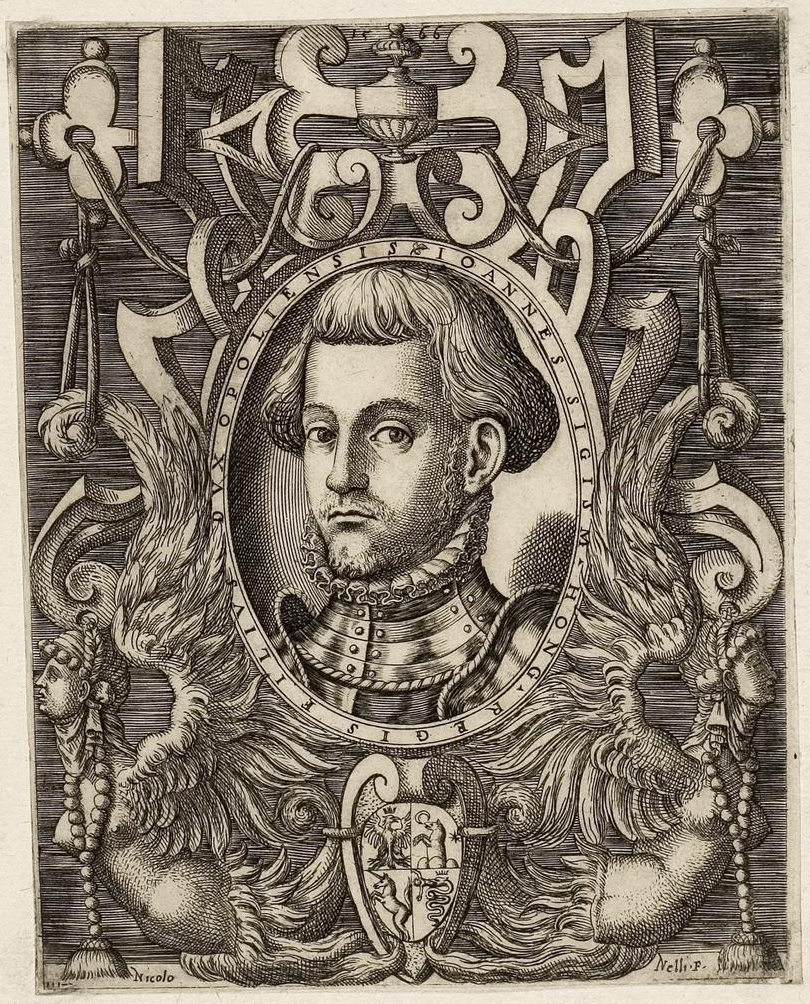
Янош Жигмонд близько 1560.

Будучи спадкоємцем свого батька Яноша I Заполья, був королем Угорщини з 1540 по 1570, але його мати Ізабелла Ягеллонка, аж до своєї смерті (1559), самовладно керувала країною, за підтримки Сулеймана I Пишного.
Янош II прийняв Тордайський едикт, перший декрет релігійної свободи в сучасній історії Європи (1568) і підтримав створення Унітаріанської церкви Трансільванії. Янош отримав визнання і за відкритий діалог між усіма релігійними сторонами. Він спонсорував публічні дебати між католиками, лютеранами, кальвіністами і унітаристами. Трансільванський Сейм 1571 року, що зібрався в Марошвашархеї, підтвердив свободу віросповідання для кальвіністів, католиків, уніатів і лютеран князівства Трансільванія. Для порівняння: це історичне рішення освічених трансільванських депутатів було прийнято за рік до паризької різанини кальвіністів — сумно знаменитої Варфоломіївської ночі.
Інші релігійні групи, включаючи євреїв, мусульман, і численних православних християн, отримали толерантність, але не законні гарантії свободи релігії.
Після свого зречення від титулу короля Угорщини на користь Габсбургів, Янош II стає князем Трансільванії (1570—1571). Він заповів трон своєму казначею Каспару Бекешу, але аристократія не визнала це рішення і вибрала Стефана Баторія як воєводу. Це призвело до короткої громадянській війні, яка закінчилася перемогою Баторія.